# Danish Muslim Aid
Danish Muslim Aid (forkortet DM-Aid) er en dansk humanitær hjælpeorganisation, der blev stiftet af danske muslimer i 2005. Organisationens formål er at udøve udviklingsbistand og nødhjælp i fattige dele af verden i overensstemmelse med almene muslimske retningslinjer om pligt til at hjælpe medmennesker og at udøve velgørende og almen gavnlig virksomhed såvel i Danmark som i udlandet.

## Organisationen
DM-Aid blev stiftet i 2005 og påbegyndte sit nødhjælpsarbejde derefter. Organisationen har en Bestyrelse og er til daglig ledet af Sekretariatschef Signe Ejerskov, fem engagerede medarbejdere og over 100 frivillige. DM-Aid har hovedkontor i København, men har også lokale grupper i Odense, Aarhus, Aalborg og Vejle.

## DM-Aid's arbejde i udlandet
Organisationen arbejder primært i udviklingslande og katastrofeområder, hvor en stor del af organisationens indsamlede midler bliver brugt til nødhjælp. DM-Aid arbejder i 13 lande: Afghanistan, Bangladesh, Etiopien, Indien, Libanon, Pakistan, Palæstina, Sudan, Somalia, Tyrkiet, Uganda, Yemen og i Danmark.
Projekterne er forskellige alt afhængig, hvilket behov de forskellige lande har. Det strækker sig fra fødevarepakker til fattige og udsatte, til bygning af brønde, så lokalbefolkningen har adgang til rent vand, og sponsorering af forældreløse- og udsatte børn. Der er ligeledes ad-hoc projekter, hvor fokus er på bæredygtighed, at få flere kvinder i beskæftigelse og piger i uddannelse. Under en katastrofe, omhandler det at rykke hurtig ud, så den pågældende befolkning kan få hurtig hjælp midt i en katastrofe.